# Harvey Keitel
Harvey Johannes Keitel (ur. 13 maja 1939 w Nowym Jorku) – amerykański aktor i producent filmowy i teatralny.

## Życiorys

### Wczesne lata
Urodził się w nowojorskim Brooklynie jako syn Miriam (z domu Klein) i Harry’ego Keitela, żydowskich emigrantów z Rumunii i Polski. Jego rodzice byli właścicielami i prowadzili restaurację na Brooklynie, jego ojciec pracował jako producent kapeluszy.
Dorastał w Brighton Beach, jednej z dzielnic nowojorskiego Brooklynu ze starszą siostrą Renee i starszym o 5 lat bratem Jerrym. Ukończył Abraham Lincoln High School i kontynuował naukę w Alexander Hamilton Vocational School, którą porzucił za zbyt hałaśliwe i niesforne zachowanie. W wieku 16 lat wstąpił do United States Marine Corps i brał udział w misjach w czasie działań w Bejrucie (Liban). Po trzech latach zakończył służbę i powrócił do Nowego Jorku, gdzie zamieszkał i prowadził bardzo nieuporządkowane życie, nadużywając seksu, narkotyków i alkoholu. Znalazł pracę najpierw jako sprzedawca w damskim sklepie obuwniczym, który opuścił ze względu na jąkanie. Następnie zatrudniony został na stanowisku stenografa, pracując przez okres dziesięciu lat, dzięki czemu mógł uczęszczać na kursy w nowojorskim Actors Studio. Brał tam lekcje aktorstwa bezpośrednio pod kierunkiem Jamesa Liptona, Franka Corsaro, Lee Strasberga i Stelli Adler. Udało mu się również wyleczyć z jąkania.

### Kariera
Przez dziesięć lat grał na scenie off-Broadwayu, m.in. w sztuce Do czwartku (Up to Thursday, 1965) w Cherry Lane Theatre, a jego przyjacielem stał się dramaturg Sam Shepard. Grał w sztuce Harmider (Hurlyburly) Davida Rabe’a jako Phil w Goodman Theatre w Chicago (1983-84), a potem w nowojorskich teatrach: Promenade Theatre (1984) i Ethel Barrymore Theatre (1984-85). Zadebiutował na Broadwayu w przedstawieniu Śmierć komiwojażera (Death of a Salesman, 1975) Arthura Millera jako Happy w Circle in the Square. Występował także w spektaklach Kłamstwo umysłu (A Lie of the Mind) Sheparda jako Jake w Promenade Theatre (1986) i Goose and Tom-Tom w nowojorskim Mitzi E. Newhouse Theatre (1986). Był też związany z Company of Angels w Los Angeles (1986).
Pierwszym filmem, w którym zagrał, był dramat Martina Scorsese Kto puka do moich drzwi? (I Call First, 1967), gdzie jako J.R. był typowym młodym katolikiem włosko-amerykańskim na ulicach Nowego Jorku, który wraz z grupą przyjaciół pije i prowadzi hulaszczy tryb życia. W dramacie Johna Hustona W zwierciadle złotego oka (Reflections in a Golden Eye, 1967) wg powieści Carson McCullers z Marlonem Brando i Elizabeth Taylor był żołnierzem, a w komediodramacie Roberta Altmana Brewster McCloud (1970) z Budem Cortem pojawił się jako fotograf.
Stał się potem obok Roberta De Niro jedną z najważniejszych „twarzy” Scorsese w filmach: gangsterskim Ulice nędzy (Mean Streets, 1973) w roli Charliego, który – choć jest gorliwym katolikiem – należy do mafii, bo brakuje mu charakteru, melodramacie Alicja już tu nie mieszka (Alice Doesn't Live Here Anymore, 1974) jako Ben o gorącym temperamencie, który zbiera amunicję do pistoletu z Ellen Burstyn i Krisem Kristoffersonem, oraz thrillerze psychologicznym Taksówkarz (Taxi Driver, 1976) w drugoplanowej roli 'Sporta' Matthew, za którą był nominowany do nagrody nowojorskich krytyków. Wystąpił jako Ed Goodman w westernie komediowym Altmana Buffalo Bill i Indianie (Buffalo Bill and the Indians, or Sitting Bull’s History Lesson, 1976) z Paulem Newmanem i Burtem Lancasterem, a jako Tony „Szybki” Malatesta w czarnej komedii Łapiduchy (Mother, Jugs & Speed, 1976) z Billem Cosby i Raquel Welch. Można go było zobaczyć także w brytyjskim dramacie historycznym Ridleya Scotta Pojedynek (The Duellists, 1977) wg opowiadania Josepha Conrada u boku Keitha Carradine, dramacie Fingers (1978) jako znakomity młody pianista i kolekcjoner Jimmy „Fingers” Angelell z Tanyą Roberts oraz dreszczowcu fantastycznonaukowym Stanleya Donena Saturn 3 (1980) z Kirkiem Douglasem i Farrah Fawcett.
W 1989 był nominowany do Złotej Maliny jako najgorszy aktor drugoplanowy za postać Judasza Iskarioty w dyskusyjnym i wywołującym wiele kontrowersji dramacie Martina Scorsese Ostatnie kuszenie Chrystusa (The Last Temptation of Christ, 1988) z Willemem Dafoe. Z kolei kreacja gangstera z Los Angeles Meyera Harrisa „Mickeya” Cohena w dramacie kryminalnym Barry’ego Levinsona Bugsy (1991) z Warrenem Beatty i Annette Bening przyniosła mu nominację do Oscara i Złotego Globu dla najlepszego aktora drugoplanowego. Zagrał tytułowego bohatera w dramacie Abela Ferrary Zły porucznik (Bad Lieutenant, 1992). Za rolę reżysera Eddiego Israela w dramacie Ferrary Niebezpieczna gra (Dangerous Game/Snake Eyes, 1993) z Madonną otrzymał nagrodę Ciak d'oro na Festiwalu Filmowym w Wenecji.
Pojawił się w teledyskach: „D.O.A. (Death of Auto-Tune)” (2009) rapera Jaya-Z i „Pretty Hurts” (2013) Beyoncé Knowles.

## Życie prywatne
Spotykał się z aktorką Embeth Davidtz. W latach 1982–1993 był związany z Lorraine Bracco, z którą ma córkę Stellę (ur. 10 grudnia 1985). Romansował z włoską aktorką porno Moaną Pozzi (1983), aktorką Andie MacDowell (1999) i Lisą Karmazin (2000-2001), z którą ma syna Hudsona (ur. 2001). 7 października 2001 poślubił Daphne Kastner, z którą ma syna Romana (ur. 17 sierpnia 2004).

## Filmografia
- Kto puka do moich drzwi? (Who's That Knocking at My Door, 1967)
- Ulice nędzy (Mean Streets, 1973)
- Alicja już tu nie mieszka (Alice Doesn't Live Here Anymore, 1974)
- Taksówkarz (Taxi Driver, 1976)
- Pojedynek (The Duellistes, 1977)
- Palce (Fingers, 1978)
- Niebieskie kołnierzyki (org. Blue Collar, 1978)
- Zmysłowa obsesja (Bad Timing, 1980)
- Saturn 3 (1980)
- Ostatnie kuszenie Chrystusa (The Last Temptation of Christ, 1988)
- Dwóch Jake’ów (The Two Jakes, 1990)
- Thelma i Louise (1991)
- Bugsy (1991)
- Zły porucznik (Bad Lieutenant, 1992)
- Wściekłe psy (Reservoir Dogs, 1992)
- Zakonnica w przebraniu (Sister Act, 1992)
- Fortepian (The Piano, 1993)
- Amerykański łowca (Young Americans, 1993)
- Pulp Fiction (1994)
- Dym (Smoke, 1995)
- Brooklyn Boogie (Blue in the Face, 1995)
- Od zmierzchu do świtu (From Dusk Till Dawn, 1996)
- Urwanie głowy (Head Above Water, 1996)
- Cop Land (1997)
- Lulu na moście (Lulu on the Bridge, 1998)
- Finding Graceland (1998)
- Książę Central Parku (The Prince of Central Park, 1999)
- Trzy pory roku (Three Seasons, 1999)
- Święty dym (Holy Smoke!, 1999)
- U-571 (2000)
- Little Nicky (2000)
- Szara strefa (Grey Zone, 2001)
- Ginostra (2002)
- Czerwony smok (Red Dragon, 2002) jako Jack Crawford
- Skok życia (Crime Spree, 2003)
- Dreaming of Julia (2003)
- Skarb narodów (National Treasure, 2004)
- Be Cool (2005)
- Skarb narodów: Księga tajemnic (National Treasure: Book of Secrets, 2007)
- Bękarty wojny (Inglourious Basterds, 2009)
- Poznaj naszą rodzinkę (Little Fockers, 2010)
- Kochankowie z Księżyca. Moonrise Kingdom (2012) jako Pierce
- Kongres (2013) jako Al
- Grand Budapest Hotel (2014) jako Ludvig
- Młodość (2015) jako Mick Boyle
- The Comedian (2016) jako Mac Schiltz
- Madame (2017) jako Bob Fredericks
- Irlandczyk (The Irishman, 2019) jako Angelo Bruno